# Day of the Gusano: Live in Mexico
Day of the Gusano: Live in Mexico é um álbum ao vivo e de vídeo da banda americana de heavy metal Slipknot. Ele foi lançado em CD e DVD no dia 20 de outubro de 2017 e apresenta o primeiro show da banda no México, que ocorreu em 5 de dezembro de 2015 pelo seu festival Knotfest. Foi o primeiro material lançado com seus dois novos integrantes: o baixista Alessandro Venturella e o baterista Jay Weinberg, que substituíram Paul Gray (falecido em 2010) e Joey Jordison, respectivamente. Este também é o último material do Slipknot a apresentar o percussionista Chris Fehn, que deixou a banda em março de 2019 após processar o grupo por, segundo ele, não receber a devida quantia do cachê das turnês do grupo.

## Faixas
1. "Sarcastrophe" – 4:50
2. "The Heretic Anthem" – 3:57
3. "Psychosocial" – 4:36
4. "The Devil in I" – 6:24
5. "Me Inside" – 3:08
6. "Vermillion" – 5:22
7. "Wait and Bleed" – 2:44
8. "Prosthetics" – 6:13
9. "Before I Forget" – 4:26
10. "Eeyore" – 3:06
11. "Duality" – 4:14
12. "Custer" – 4:36
13. "Spit It Out" – 6:51
14. "Metabolic"/"742617000027" – 4:45
15. "(sic)" – 4:11
16. "People = Shit" – 5:20
17. "Surfacing"/"Til We Die" – 5:03